# Galska grupa
Galska grupa je grupa Saturnovih prirodnih satelita sa sličnim parametrima orbite (vidi tablicu desno). Ova grupa spada među Saturnove vanjske nepravilne satelite.
Grupa ima 5 članova. Redom od Saturna prema vani, to su:
- Albiorix
- Erriapo
- Tarvos

Međunarodna astronomska unija zadržava pravo da sve satelite iz ove grupe imenuje prema likovima iz galske mitologije. 

## Vanjske poveznice
- S. Sheppard's classification of Saturn's irregular moons